# Чёрная черепаха
Чёрная черепаха (кит. упр. 玄武, пиньинь Xuán Wǔ, палл. Сюань У) — один из четырёх китайских знаков зодиака, соответствующий группе из семи созвездий в северной части неба. Иногда он называется Чёрным воином Севера (кит. упр. 北方玄武, пиньинь Běi Fāng Xuán Wǔ, палл. Бэй Фан Сюань У). В Японии он известен как Гэмбу (яп. 玄武), в Корее — как Хёнму 현무. Она символизирует север, воду и зиму. Хотя по-китайски его называют Сюаньу, «чёрный воин», это название часто переводят как Чёрная черепаха. Обычно его изображают как черепаху со змеёй, обвившейся вокруг неё.

## Семь домов Чёрной Черепахи
Как и каждый из четырёх символов, Чёрная черепаха соотносится с семью «домами» (или «стоянками») луны:
| Номер дома (день лунного месяца) | Имя (pinyin) | Перевод       | Обозначение звезды |
| -------------------------------- | ------------ | ------------- | ------------------ |
| 8                                | 斗 (Dǒu)     | Ковш          | φ Sgr              |
| 9                                | 牛 (Niú)     | Бык           | β Cap              |
| 10                               | 女 (Nǚ)      | Дева          | ε Aqr              |
| 11                               | 虛 (Xū)      | Пустота       | β Aqr              |
| 12                               | 危 (Wēi)     | Гребень крыши | α Aqr              |
| 13                               | 室 (Shì)     | Палата        | α Peg              |
| 14                               | 壁 (Bì)      | Стена         | γ Peg              |

В терминах европейской астрономии, они занимают части (европейских) созвездий Стрельца,
Козерога, Водолея и Пегаса.

## Происхождение
В Древнем Китае черепаха и змея мыслились как священные существа долголетия. При династии Хань люди часто носили нефритовые подвески в виде черепах. Поскольку Древний Китай повлиял на Японию, почётные звания и знаки отличия, принятые там, также часто связаны с образом черепахи.
Некоторые историки китайской астрономии полагают, что ассоциация между «северной» частью эклиптики и черепахой происходит из-за астеризм, известного древним китайцам как 天鳖 (тянь бе), то есть «небесная черепаха». Этот астеризм — соответствующий созвездию Южная Корона в европейской астрономии, и действительно похожий на черепаху — не является одной из 28 стоянок луны (поскольку не расположен на эклиптике), но находится достаточно близко от границы Чёрной Черепахи с Лазоревым Драконом.

Предполагают даже, что он казался весьма важным древним наблюдателям, потому что в отдалённом прошлом (примерно до VI тысячелетия до н.э) его первое появление в ночном небе служило знаком наступления весеннего равноденствия.
В старинных комментариях поясняется, что понятие «Сюань У» сложилось в связи с представлением о цвете сюань (玄)(цвет неба — чёрный с красным оттенком) и о черепахе как существе с панцирем-бронёй (отсюда у (武), «воинственность»). Черепаха, перевитая змеей, изображалась на северной стороне погребальных сооружений (эпоха Хань), а в более ранние времена — на чёрном флаге, который во время походов несли позади войска. По-видимому, постепенно произошла контаминация образа повелителя севера Хэй-ди с Сюаньу (в средние века Сюаньу именовался Сюань-тянь шан-ди, «верховный государь тёмного неба»).
В эру Да-чжун сян-фу (1008—1016) императора Чжэнь-цзуна происходит замена имени Сюань-у на Чжэнь-у («истинная воинственность»), обусловленная табуацией иероглифа сюань (玄), поскольку он входил в имя основателя сунской империи Чжао Сюань-лана. Чжэнь-цзун даровал этому божеству звание генерала (Чжэнь-у цзян-цзюнь), последующие же сунские правители жаловали ему ещё более пышные и длинные титулы.

## Историческая справка
В классическом рассказе «Путешествие на Запад» Сюаньу был королём севера, которому служили два генерала: «Черепаший генерал» и «Змеиный генерал». У этого короля был храм в Уданшане, провинция Хубэе. В Ухане, столице той же провинции, есть Черепашья гора и Змеиная гора по разные стороны реки Янцзы.
В даосской легенде тот, кого называли Сюаньу, был князем Китайской империи. Однако он не интересовался троном, а выбрал путь постижения Дао. В 16 лет он покинул родителей в поисках просветления. Говорят, что он достиг божественного статуса и почитается как бог северного неба.
Другие китайские легенды говорят также о Змеином и Черепашьем генерале. Когда Сюаньу искал просветления и божественного статуса, ему поведали, что для этого ему понадобится вычистить всю «человеческую» плоть из его тела. Поскольку с рождения он ел мирскую, «человеческую» пищу, его желудок и кишечник были всё ещё людскими. Отторгнутые, они приняли форму черепахи (желудок) и змеи (кишки). Многие китайские легенды говорят также о животных, становящихся демонами по мере роста знаний и преследующих людей. Сюаньу, став богом, пришёл и стал убивать демонов из своего прошлого. Они раскаялись, и он не убил их. Сюаньу отпустил их совершенствоваться под его присмотром и искупать их злодеяния, и они стали Черепашьим и Змеиным генералами, помогающими Сюаньу в его поисках.
Согласно другому источнику, когда Сюаньу начал свой путь обучения, ему открылось, что он должен искупить все свои прошлые грехи, чтобы стать богом. Он промывал желудок и кишечник в реке. Вымытые из его внутренностей, его грехи приняли тёмную, чёрную форму. Они воплотились как чёрные черепаха и змея, которые стали терроризировать людей. Когда Сюаньу понял это, он вернулся и победил свои грехи, после чего они стали его слугами.
Место, где Ли Шиминь убил своих братьев Ли Цзяньчэна и Ли Юаньцзи, — ворота, давшие название происшествию при Вратах Сюаньу.

## В литературе
В китайской средневековой литературе образ Сюаньу нашёл отражение в фантастической эпопее «Фэн шэнь яньи» («Возвышение в ранг духов», XVI век) Сюй Чжунлиня, романе «Бэй ю цзи» («Путешествие на север», XVI—XVII вв.) и некоторых даосских сочинениях («Записки о поисках духов трёх религий» XVI века и другие произведения).

## Связь с погребальными традициями
Интересная ассоциация черепах с погребениями развилась в приморских районах провинции Фуцзянь (Сямынь, Цюаньчжоу). Там существует традиция сооружать надгробия в виде черепашьих панцирей. Часто утверждалось, что этот обычай связан с долголетием черепах, и призван обеспечивать многие годы жизни потомкам похороненного. Как полагал де Гроот, могло играть роль и желание поместить могилу под покровительство Чёрной черепахи — небесного воина Сюаньу.